# دوماشوویتسه (استان اشوی‌داشکسیه)
دوماشوویتسه (به لهستانی: Domaszowice) یک منطقهٔ مسکونی در لهستان است که در گمینا ماسووو واقع شده‌است. دوماشوویتسه ۱٬۰۰۳ نفر جمعیت دارد.